# Ådalsbruk
Ådalsbruk är en tätort i Løtens kommun i Innlandet fylke i östra Norge. Tätorten hade 745 invånare 2014. Sedan 1862 går Rørosbanan genom samhället där Ådalsbruks station låg (nedlagd 1984).
Orten var vid sekelskiftet 1900 en betydande industriort, och namnet kommer från Ådals Bruks järnverk och mekaniska verkstad som var verksamma mellan 1828 och 1928. Pappersbruket Klevfos Cellulose- og Papirfabrik verkade från 1888 till 1976 och är nu ett museum (inom Norsk Skogmuseum).
På gården Engelaug Østre intill orten föddes Edvard Munch och hans bröder.
1. 1 2  Tettsteders befolkning og areal (på norskt bokmål), Statistisk sentralbyrå, läs online.[källa från Wikidata]